# Catopsilia thauruma
Catopsilia thauruma är en fjärilsart som först beskrevs av Tryon Reakirt 1866.  Catopsilia thauruma ingår i släktet Catopsilia och familjen vitfjärilar. Inga underarter finns listade i Catalogue of Life.

## Bildgalleri

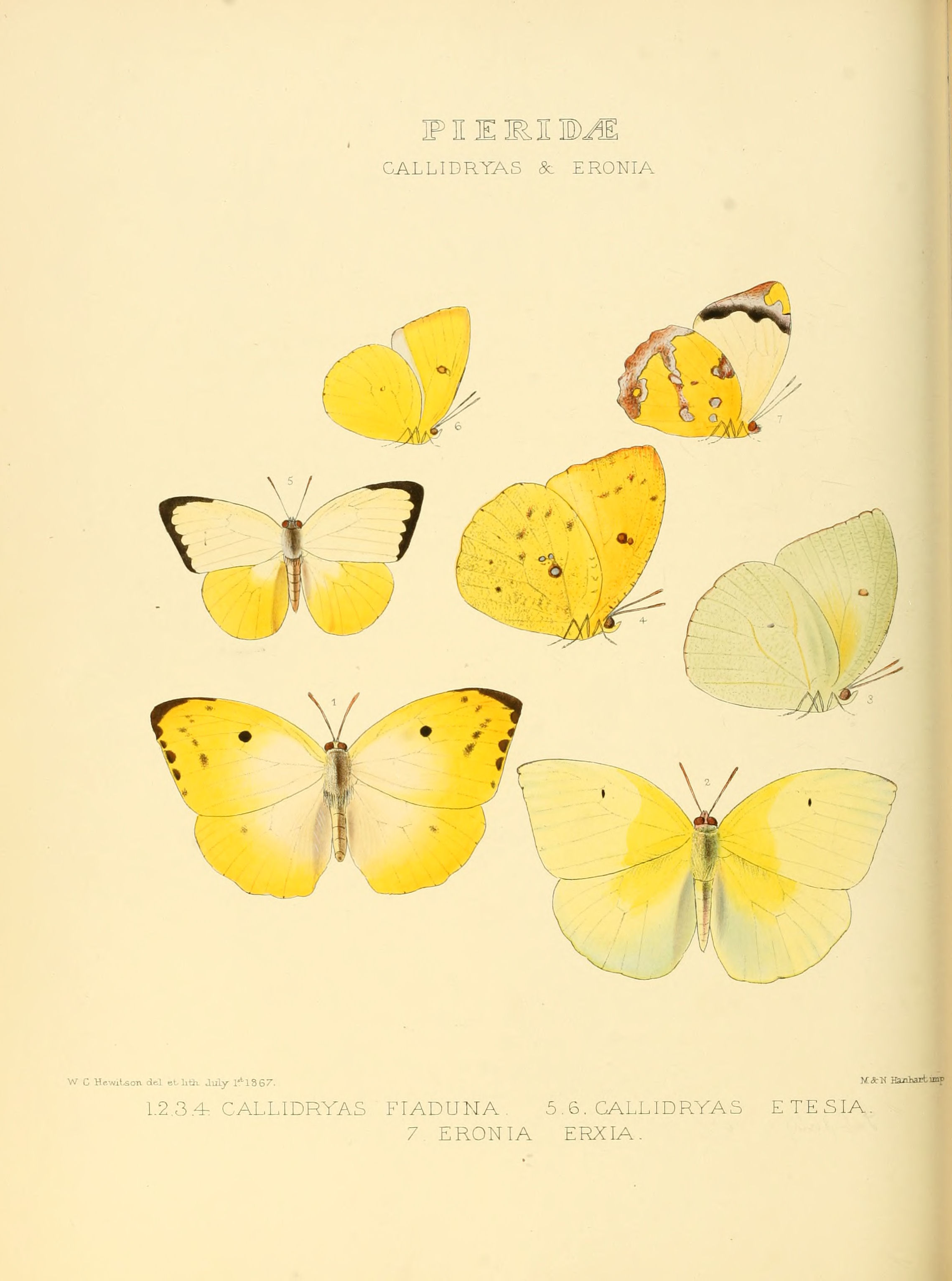